# Mayday (minissérie britânica)
Mayday é uma minissérie britânica de drama e suspense composta por cinco episódios, transmitida pela BBC em 2013. Foi filmada em Dorking (Surrey, Inglaterra) e estrela Sophie Okonedo, Aidan Gillen (Game of Thrones) e Lesley Manville, entre outros.

## Sinopse
Uma pequena comunidade comemora seu feriado mais popular, o dia de maio, onde a principal atração é o desfile liderado pela rainha de maio. Este ano, a rainha de maio é Hattie Sutton, uma menina de 14 anos que encarna a beleza e o charme, mas não aparece no desfile nem entra em contato com ninguém. O desaparecimento da jovem leva os vizinhos a se acusarem e a suspeitar até de seus amigos mais próximos.

## Elenco

### Principais personagens
- Leila Mimmack como Hattie Sutton (a jovem desparecida) e como Caitlyn Sutton (a irmã gêmea e rebelde de Hattie)
- Max Fowler como Linus Newcombe, um garoto inteligente, mas com mau comportamento, que perdeu a mãe quando era muito jovem e sente que não conhece o pai
- Sam Spruell como Steve Docker, o tio de Hattie e um homem problemático com a lei
- Sophie Okonedo como Fiona Hill, ex-policial que dedica sua família a ser mãe de três filhos
- Peter McDonald como Alan Hill, marido e polícial de Fiona
- Aidan Gillen como Everett Newcombe, um homem viúvo e pai de Linus, de quem ninguém sabe muito
- Peter Firth como Malcom Spicer, um rico promotor
- Lesley Manvillecomo Gail Spicer, esposa de Malcolm, com quem passa a maior parte do tempo discutindo
- Tom Fisher como Seth Docker, irmão de Steve, tem problemas mentais e quer morar na floresta
- David Finn como James Spicer, filho de Gail e Malcolm Spicer

### Personagens recorrentes
- Victoria Carling como Sandra
- Richad Hawley como Richard Sutton
- Caroline Berry como Jo Sutton
- Charley Palmer Merkell como Jaden
- Barbara Drennan como Mel Ryman
- Jake Curran como Doug
- Hannah Jean-Baptiste como Charlotte Hill
- Harry Hunt como Alfie Hill

## Episódios
| Nº | Nome       | Diretor     | Roteirista            | Data de estreia    |
| 1  | Episódio 1 | Brian Welsh | Ben Court Caroline Ip | 3 de março de 2013 |
| 2  | Episódio 2 | Brian Welsh | Ben Court Caroline Ip | 4 de março de 2013 |
| 3  | Episódio 3 | Brian Welsh | Ben Court Caroline Ip | 5 de março de 2013 |
| 4  | Episódio 4 | Brian Welsh | Ben Court Caroline Ip | 6 de março de 2013 |
| 5  | Episódio 5 | Brian Welsh | Ben Court Caroline Ip | 7 de março de 2013 |